# Kaiser-Friedrich-Park

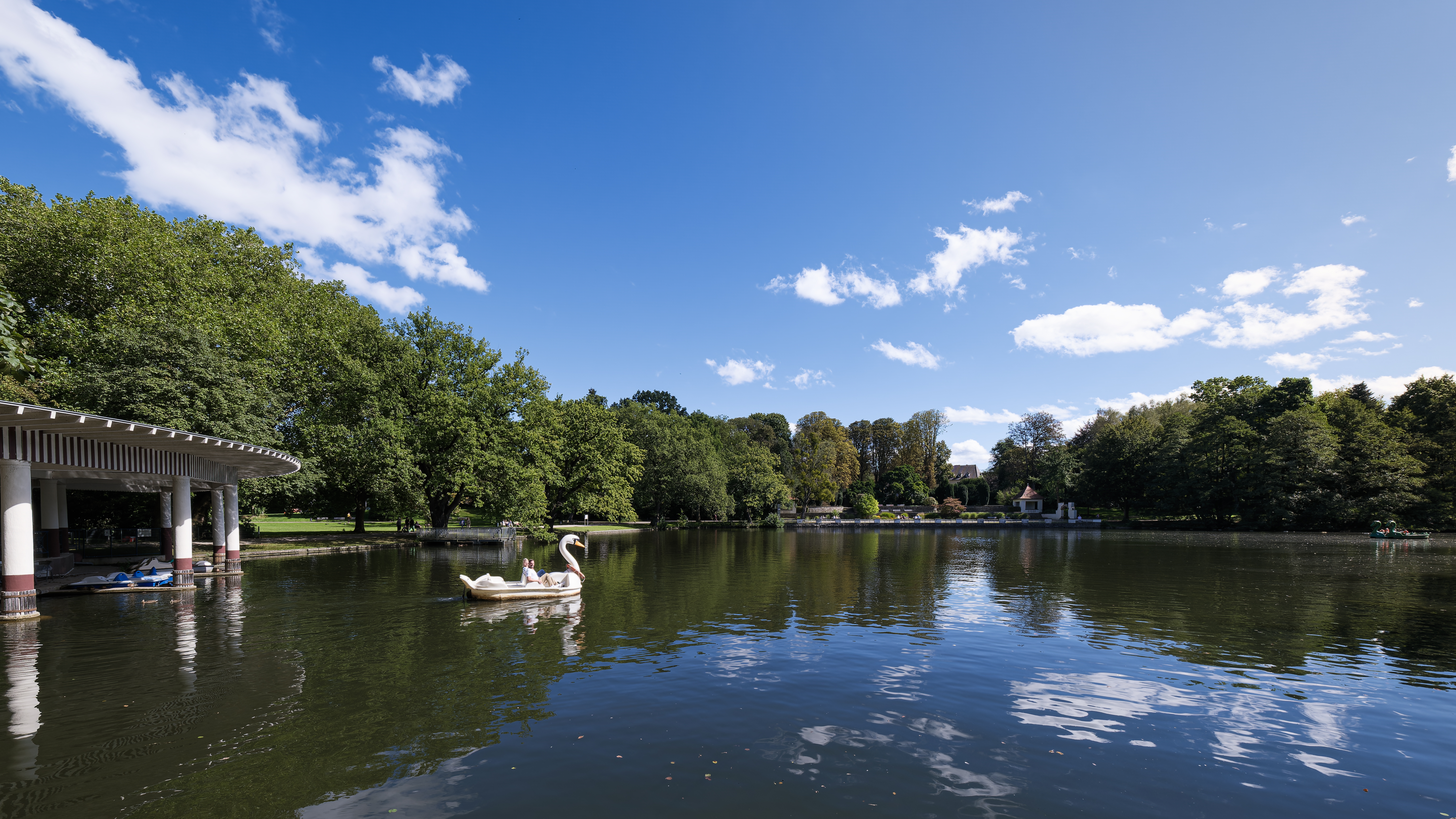
Der Hangeweiher im Kaiser-Friedrich-Park

Der Kaiser-Friedrich-Park ist ein Park im Süden von Aachen, der nach dem 1888 verstorbenen deutschen Kaiser Friedrich III. benannt wurde.

## Geschichte
Der Park wurde zusammen mit der angrenzenden Kaiser-Friedrich-Allee zwischen 1908 und 1910 nach Plänen des Aachener Stadtgartendirektors Weßberge angelegt, nachdem die Stadtverordnetenversammlung die Baukosten in Höhe von 180.000 Reichsmark genehmigt hatte. Dazu wurde der Park unter anderem mit seltenen Bäumen aus den Beständen des Aachener Tuchfabrikanten und Hobby-Dendrologen Friedrich von Halfern, der bereits den familieneigenen Von-Halfern-Park anlegen ließ, ausgestattet.

## Konzept

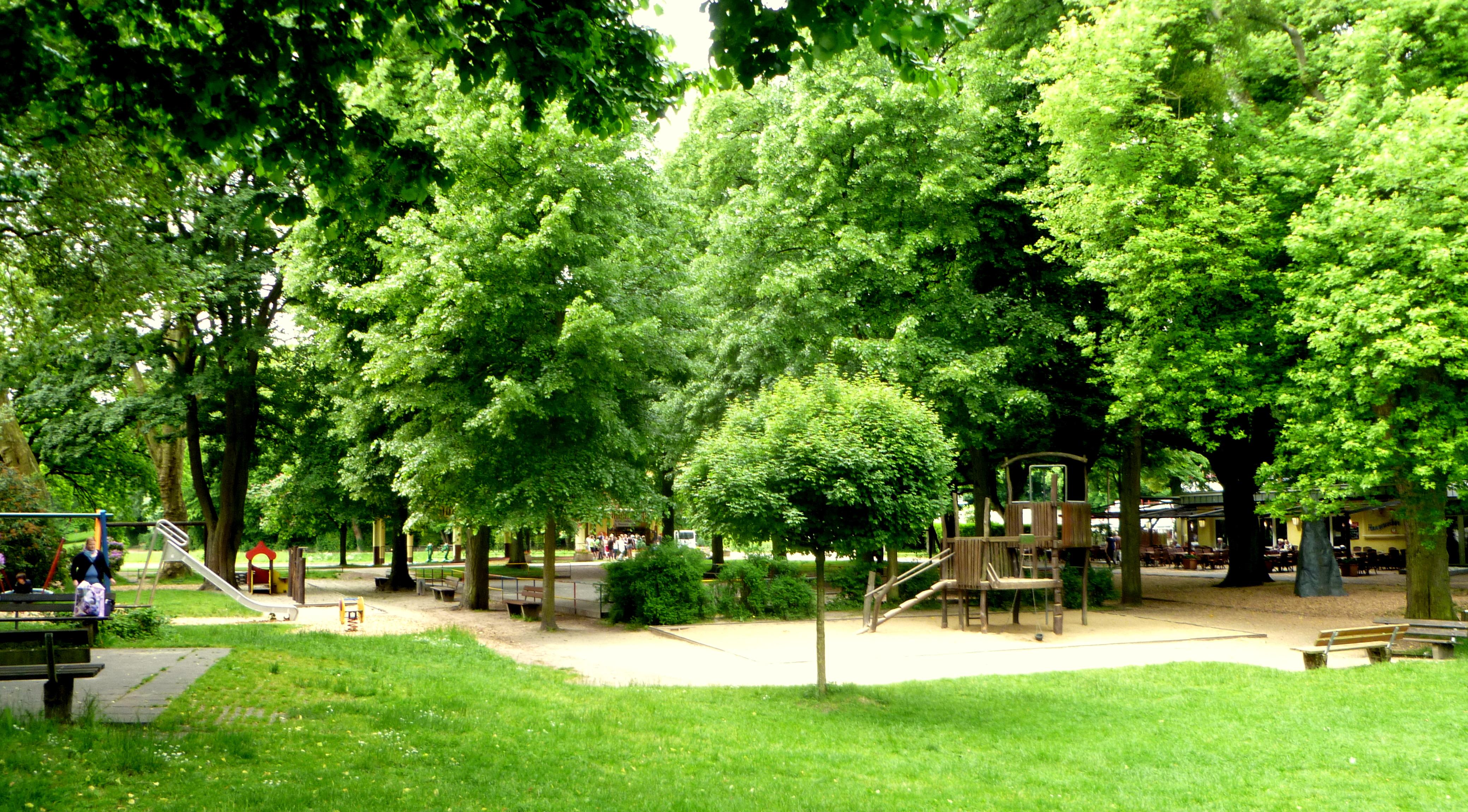
Spielplätze und Rollschuhbahn

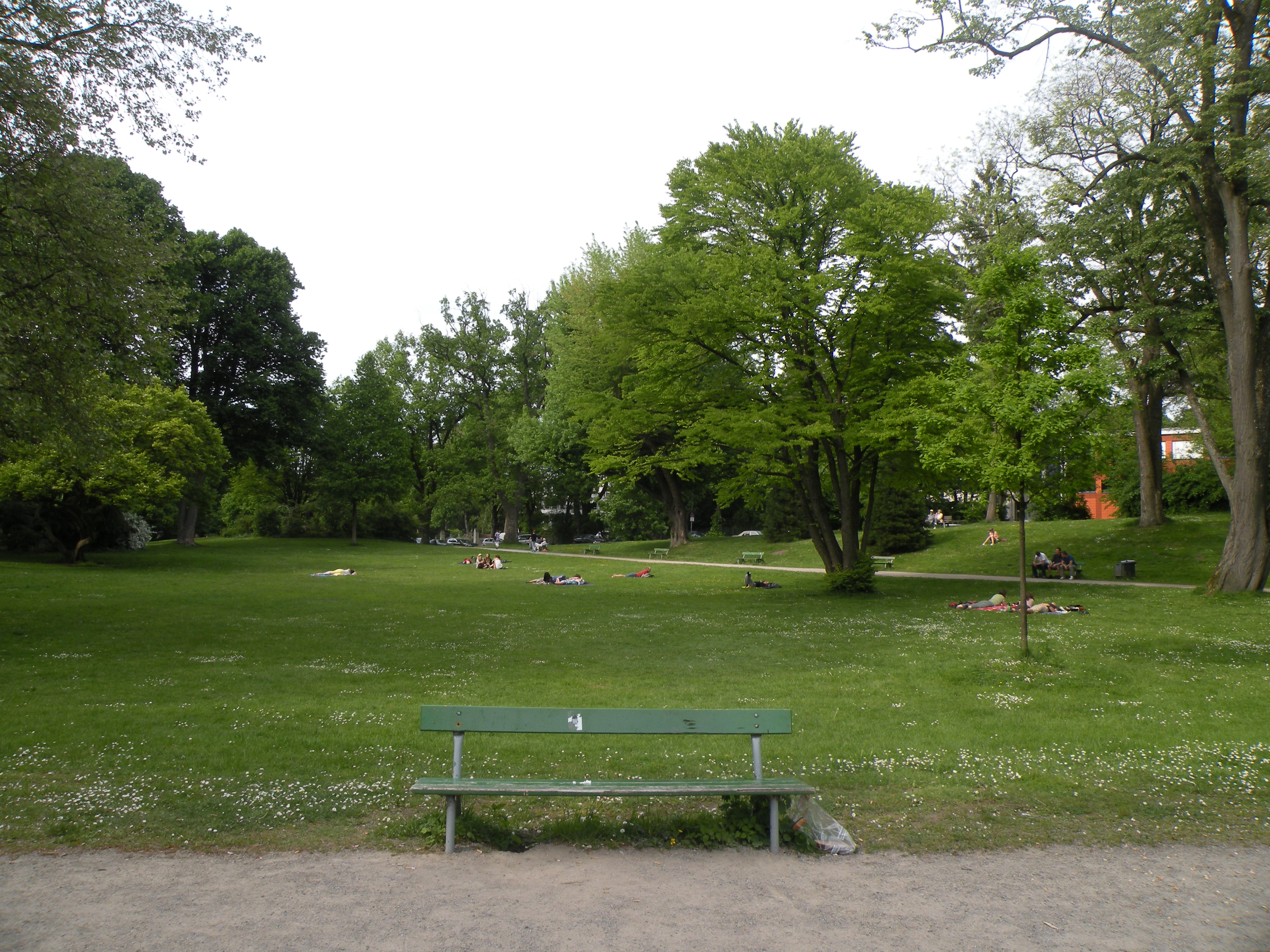
Blick über die große Wiese mit seltenem Baumbestand gegenüber dem Weiher

Konzipiert als Volkspark, wurde zunächst eine kleine, von der Pau gespeiste Stauanlage, der Hangeweiher, als Kahnweiher umgestaltet. Dieser war schon im 18. Jahrhundert als erstes Regenrückhaltebecken Aachens angelegt worden und fungierte Anfang des 19. Jahrhunderts den Tuchfabriken in Aachen als Wasserreserve. 
Ursprünglich ergänzten noch ein Fußballplatz im Westen des Parkes und zwei Kinderspielplätze die Grünanlage. Das gärtnerische Konzept sah die Anlage von terrassenförmigen Blumenbeeten vor, die optisch den Eindruck einer geschlossenen Gartenanlage  vermittelt haben, gleichzeitig aber gut einsehbar waren.
Weßberge gestaltete den 6,7 ha großen Park im Stil eines Englischen Landschaftsgartens. Ein wertvoller Baumbestand mit heute über hundertjährigen  Bäumen, wie eine Silberweide (1904), ein Kuchenbaum (1904), ein Schnurbaum (1907) und ein Silberahorn (1907) zeichnet die Grünanlage neben diversen Blumenrabatten aus. Zu der Avifauna des Parks gehören neben den heimischen Singvögeln, Lachmöwen, Raben und Krähen, diverse Wasservögel, wie Stockenten, Höckerschwäne, Blässhühner, Teichhühner, Nil- und Kanadagänse, Moschusenten sowie Tafelenten.

### Freibad Hangeweiher
In direkter Nachbarschaft wurde das Freibad Hangeweiher errichtet, dessen großes Schwimmbecken auch für sportliche Wettkämpfe dienen sollte. Es war 1850 die erste Aachener Schwimmanstalt. Die angrenzenden Wiesen wurden als sogenanntes Luftbad genutzt. Das weiterhin bestehende Freibad ist sowohl das Einzige ihrer Art in der Stadt Aachen als auch das Einzige mit einer offiziellen 50-m-Wettkampfbahn (1925: 100 m Länge, 45 m Breite) in der Städteregion Aachen.

## Parkanlage

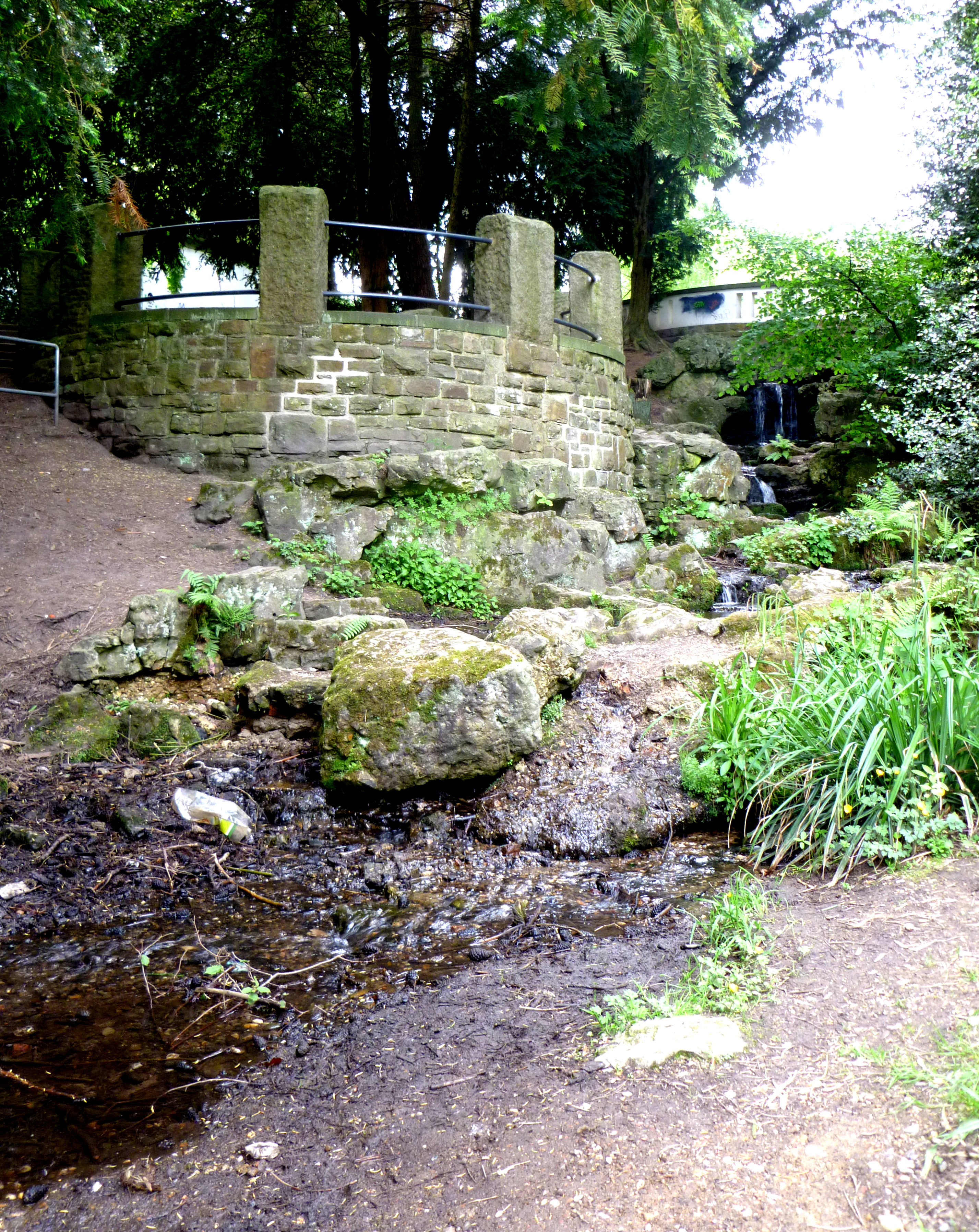
Kaskade der Pau in den Hangeweiher

Die Parkanlage wurde in den 1920er Jahren durch die gärtnerische Gestaltung der Kaiser-Friedrich-Allee nach Südwesten erweitert. Folgt man dem Bachlauf des Paubachs bis zum Ende der Kaiser-Friedrich-Allee, gelangt man zu dem 1906/07 von Carl Burger geschaffenen Tritonenbrunnen, der durch Wasser aus dem Paubach gespeist wird. Dieser Brunnen wurde 1923 im Zuge der Umgestaltung des Bahnhofsvorplatzes von dort in die Kaiser-Friedrich-Allee versetzt. Die Pau tritt – heute relativ unscheinbar – über eine künstlich angelegte Wasserkaskade in den Park ein. In unmittelbarer Nachbarschaft befinden sich die Volkssternwarte Aachen und der Park des alten Klinikums.
Bis heute ist der Park trotz der Belastungen durch zwei Weltkriege größtenteils im ursprünglichen Zustand erhalten geblieben. Auf dem Kahnweiher mit seinen zahlreichen Enten und Schwänen hat sich ein Bootsverleih (Tretboote) etabliert und die Spielplätze wurden noch durch eine Rollschuhbahn ergänzt. Weiterhin kamen einige Tennisplätze hinzu. Innerhalb des Parks wurden ausreichend Rasenflächen belassen, die im Sommer als Liegeflächen von Erholungssuchenden genutzt werden. Darüber hinaus sorgt ein  Ausflugslokal für das leibliche Wohl der Parkbesucher.

## Denkmal

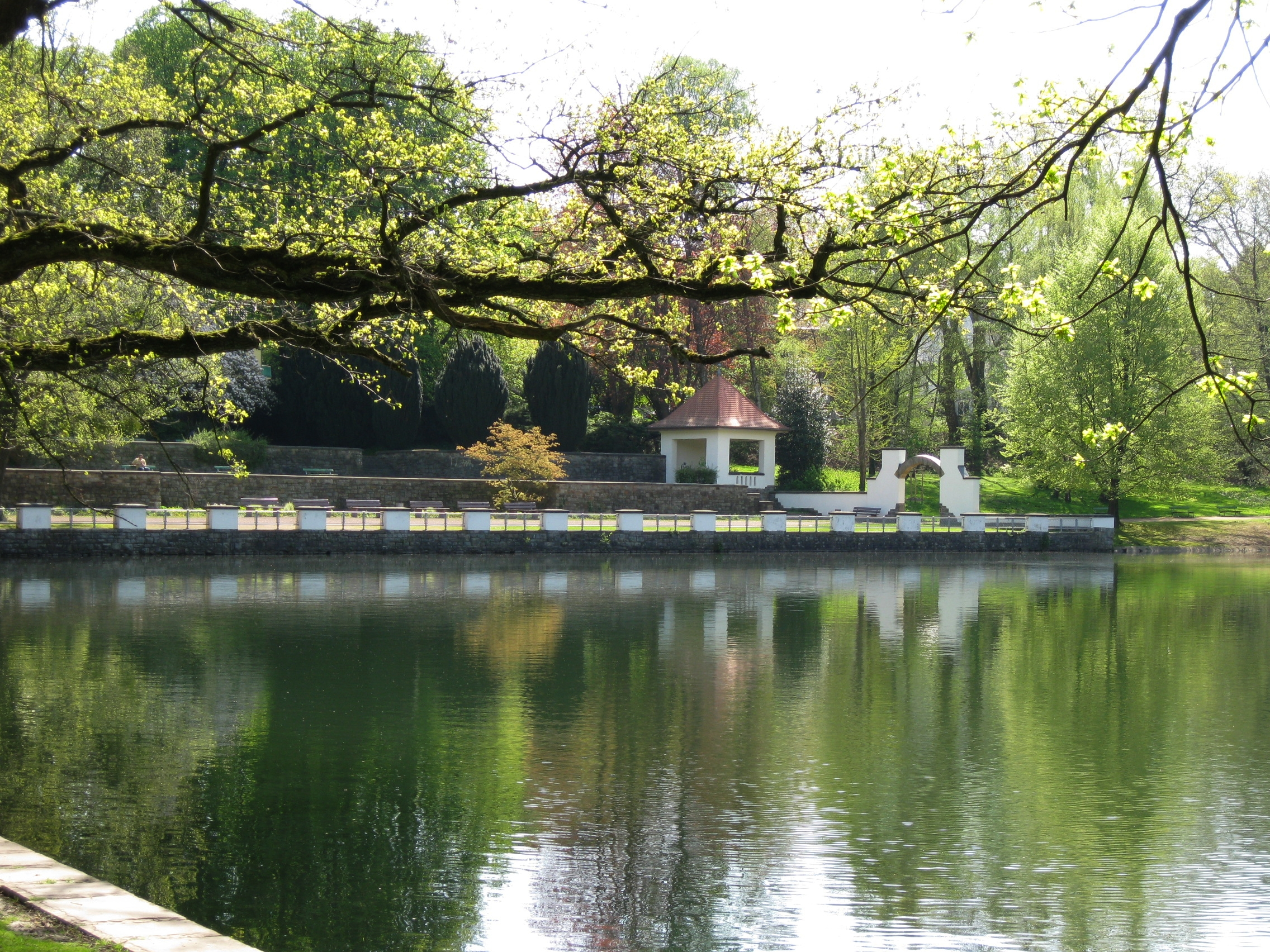
Seeterrasse

1977 wurde der Kaiser-Friedrich-Park in das Denkmälerverzeichnis des Landeskonservator Rheinland aufgenommen:
„Kaiser-Friedrich-Allee/Am Hangeweiher
1907–1910 (Weßberge), Erweiterungen 1921 und 1923–1925, Veränderungen nach 1945,
Parkanlage um den Hangeweiher; die Erweiterungen ziehen den Paubach mit ein, dessen Quelle von einem Brunnen gefasst wird (Brunnenfigur von Burger), der bis 1923 vor dem Hauptbahnhof stand; am Eingang zum Kaiser-Friedrich-Park 2 Torpfeiler vom ehem. Königstor“

## Architektur

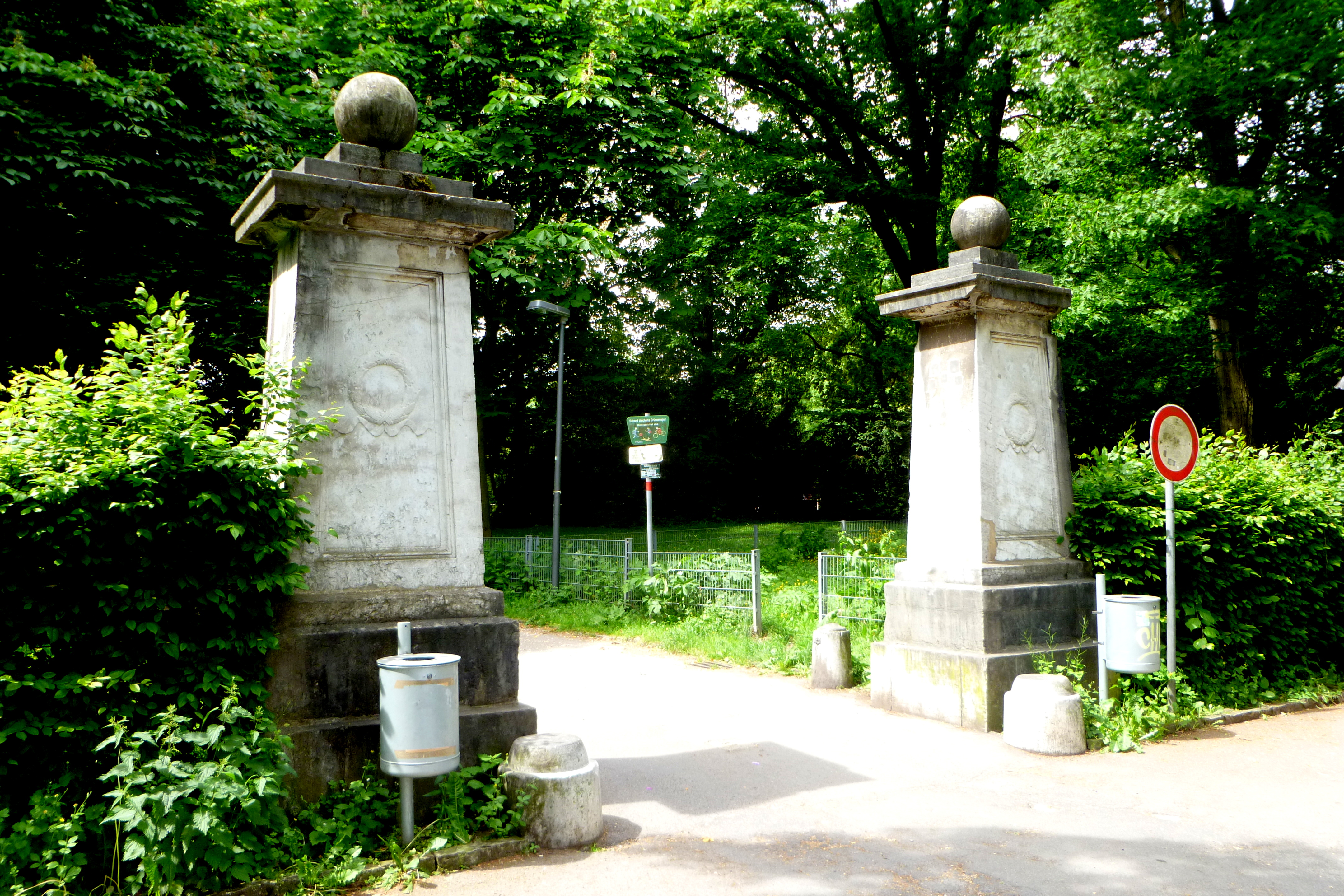
Eingangs-Spolien (Vorderansicht) vom ehemaligen Zollhaus Königstor

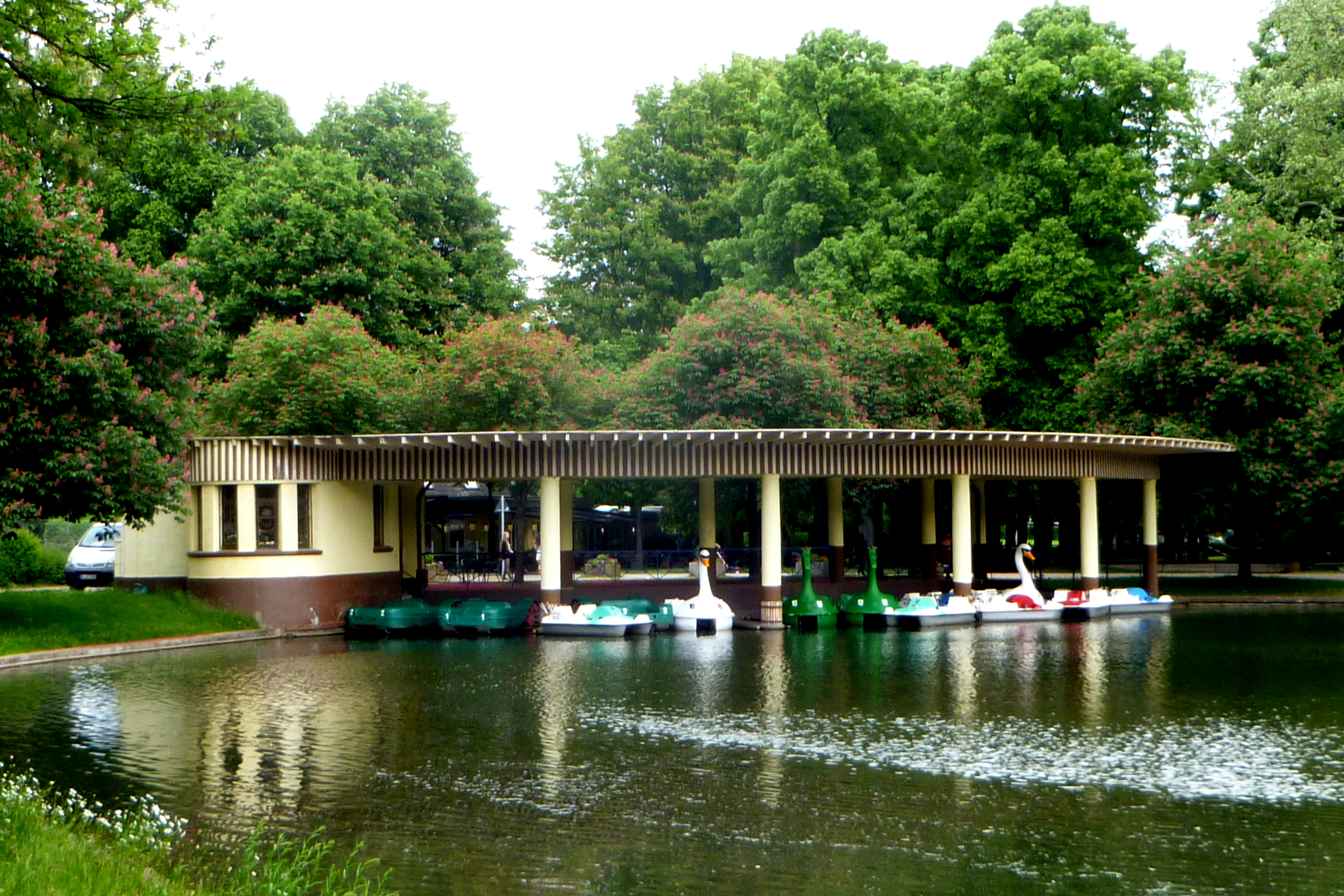
Bootshaus

Die Parkarchitektur bildet eine auf vier Terrassen angelegte Treppenanlage, den Terrassengarten. Die unterste Terrasse, direkt am Weiher gelegen, markieren zwei Torbögen als Ein- und Ausgänge; die zweite Terrasse flankieren massive, quadratische und mit Zeltdächern versehene Durchgangspavillons. Die dritte Terrasse ist eine reine Gartenanlage mit Beeten und Bänken. Die vierte und oberste Terrasse bildet eine Aussichtsplattform am Parkeingang Ecke Aachener- und Münchener Allee – Im Brockenfeld und Kaiser-Friedrich-Allee mit einer Pergola auf Betonpfeilern und zwei symmetrisch angelegten Gartentreppenanlagen in der Form einer zweiläufigen Winkeltreppe mit abgerundetem Viertelpodest. Der Terrassengarten war von Weßberge als blumenreiche Terrassenanlage geplant worden.
Den Eingang Goethestraße bilden zwei Torpfeiler-Spolien vom ehemaligen Zollhaus Königstor des Architekten Adam Franz Friedrich Leydel. Am gegenüberliegenden Eingang Am Hangeweiher kann man von einer Aussichtsplattform aus den Weiher überblicken und den Paubach hinabfließen sehen. Zu dem Einfluss gehört eine kleine Stauanlage mit Aussichtsrondell und eine Steinbrücke.
Innerhalb des Parks befinden sich zahlreiche Bänke, ein Bootshaus, ein Restaurant und ein Laubenpavillon.